# Chthonius machadoi machadoi
Chthonius machadoi machadoi es una subespecie de arácnido  del orden Pseudoscorpionida de la familia Chthoniidae.

## Distribución geográfica
Se encuentra en España y en Marruecos.